# Megalastrum pubescens
Megalastrum pubescens är en träjonväxtart som beskrevs av A. Rojas. Megalastrum pubescens ingår i släktet Megalastrum och familjen Dryopteridaceae. Inga underarter finns listade.